# Ellise Chappell
Pour les articles homonymes, voir Chappell (homonymie).
Ellise Chappell, née le 21 mars 1992, est une actrice britannique.
Elle est surtout connue pour ses rôles de Morwenna Chynoweth dans la série Poldark et de Jennifer Strange dans La dernière tueuse de dragons.

## Biographie

### Enfance et études
Née et élevée dans le Warwickshire, Ellise Chappell commence à étudier la littérature anglaise à l'Université de Sheffield, mais a ensuite décidé d'étudier le théâtre à l'Université d'Exeter, où elle obtient son diplôme en 2014.

### Carrière
Elle fait partie du National Youth Theatre en 2015, où elle a joué dans Les Hauts de Hurlevent d'Emily Brontë, Le Marchand de Venise de William Shakespeare et Consensual d'Evan Placey. Elle a ensuite joué le rôle de Jennifer Strange dans l'adaptation de The Last Dragonslayer sur la chaîne Sky TV, avant de jouer le rôle de Wendy Roberts dans la série New Blood d'Anthony Horowitz pour la BBC. Elle obtient le rôle de Morwenna Chynoweth dans la troisième saison de la série BBC Poldark. En 2019, elle joue Lucy dans le film Yesterday.
En 2023, elle incarne une héroïne du nom de Kathy Johanson dans le jeu vidéo Deliver Us Mars.

## Filmographie

### Cinéma
- 2019 : Yesterday de Danny Boyle : Alex

### Télévision / Jeux-Vidéo
- 2016 : 
  - New Blood : Wendy Roberts
  - La dernière tueuse de dragon (The Last Dragonslayer) de Jamie Magnus Stone : Jennifer Strange
- 2017-2019 : Poldark : Morwenna
- 2020 : Le Jeune Wallander (Young Wallander) : Mona
- 2020 : Miss Scarlet and the Duke : Clara Simms
- 2023 : Deliver Us Mars : Kathy Johanson
- 2024 : Meurtres au paradis  (Saison 13, Épisode 6) , La liste de souhaits : Holly Portlake